# Wahlenbergia graniticola
Wahlenbergia graniticola är en klockväxtart som beskrevs av Carolin. Wahlenbergia graniticola ingår i släktet Wahlenbergia och familjen klockväxter. Inga underarter finns listade i Catalogue of Life.